# Васюнов Олександр Сергійович
Олександр Васюнов (рос. Alexander Vasyunov, нар. 22 квітня 1988, Ярославль — пом. 7 вересня 2011, Ярославль) — російський хокеїст, що грав на позиції крайнього нападника. Грав за збірну команду Росії.

## Ігрова кар'єра
Хокейну кар'єру розпочав 2004 року.
2006 року був обраний на драфті НХЛ під 58-м загальним номером командою «Нью-Джерсі Девілс». 
Протягом професійної клубної ігрової кар'єри, що тривала 8 років, захищав кольори команд «Локомотив» (Ярославль) та «Нью-Джерсі Девілс».
Загалом провів 18 матчів у НХЛ.
Виступав за збірну Росії.

## Загибель
7 вересня 2011 під час виконання чартерного рейсу за маршрутом Ярославль—Мінськ сталася катастрофа літака Як-42 внаслідок чого загинуло 43 особи з 45-и (після авіакатастрофи вижило лише двоє — хокеїст Олександр Галімов та бортінженер Олександр Сізов, які у важкому стані були госпіталізовані до міської лікарні Ярославля), серед загиблих також був і гравець Олександр Васюнов.

## Статистика
| Сезон        | Клуб                    | Ліга         | Регулярний сезон | Регулярний сезон | Регулярний сезон | Регулярний сезон | Регулярний сезон | Плей-оф | Плей-оф | Плей-оф | Плей-оф | Плей-оф |
| Сезон        | Клуб                    | Ліга         | І                | Г                | П                | О                | ШХ               | І       | Г       | П       | О       | ШХ      |
| ------------ | ----------------------- | ------------ | ---------------- | ---------------- | ---------------- | ---------------- | ---------------- | ------- | ------- | ------- | ------- | ------- |
| 2004–05      | «Локомотив»-2           | РОС-3        | 28               | 10               | 2                | 12               | 6                | —       | —       | —       | —       | —       |
| 2005–06      | «Локомотив»-2           | РОС-3        | 29               | 29               | 6                | 35               | 14               | —       | —       | —       | —       | —       |
| 2005–06      | «Локомотив» (Ярославль) | Суперліга    | 2                | 0                | 0                | 0                | 2                | —       | —       | —       | —       | —       |
| 2006–07      | «Локомотив»-2           | РОС-3        | 30               | 16               | 19               | 25               | 52               | —       | —       | —       | —       | —       |
| 2006–07      | «Локомотив» (Ярославль) | Суперліга    | 17               | 0                | 0                | 0                | 4                | —       | —       | —       | —       | —       |
| 2007–08      | «Локомотив» (Ярославль) | Суперліга    | 22               | 4                | 0                | 4                | 4                | 16      | 2       | 0       | 2       | 2       |
| 2008–09      | «Локомотив» (Ярославль) | КХЛ          | 2                | 0                | 0                | 0                | 0                | —       | —       | —       | —       | —       |
| 2008–09      | «Ловелл Девілс»         | АХЛ          | 69               | 15               | 13               | 28               | 12               | —       | —       | —       | —       | —       |
| 2009–10      | «Ловелл Девілс»         | АХЛ          | 68               | 16               | 22               | 38               | 10               | 5       | 2       | 2       | 4       | 0       |
| 2010–11      | «Олбані Девілс»         | АХЛ          | 50               | 8                | 17               | 25               | 11               | —       | —       | —       | —       | —       |
| 2010–11      | «Нью-Джерсі Девілс»     | НХЛ          | 18               | 1                | 4                | 5                | 0                | —       | —       | —       | —       | —       |
| Усього в НХЛ | Усього в НХЛ            | Усього в НХЛ | 18               | 1                | 4                | 5                | 0                | —       | —       | —       | —       | —       |